# Paul Richter (Maler)
Paul Richter (* 1874; † 28. September 1972) war ein deutscher Kunstmaler. Darüber hinaus ist er als Illustrator von Bestimmungsbüchern bekannt geworden.
Paul Richter war ab 1898 bei der Porzellanmanufaktur Meißen beschäftigt, zunächst als Maler und Zeichenlehrer, später dann als Leiter der Blumenmalerei. Schon früh entwarf er eigene Dekors, so unter anderem 1904 ein sehr bekanntes „Ahornmuster“ im Jugendstil.
Doch auch im Ruhestand blieb er als Maler aktiv und illustrierte ab 1945 eine Reihe von naturkundlichen Büchern des Neumann-Neudamm-Verlages, darunter von 1950 bis 1970 ohne Unterbrechung ein ursprünglich auf fünf Bände angelegtes Werk über die Flora und Fauna des mitteleuropäischen Waldes. Dass diese von Gottfried Amann verfassten Bestimmungsbücher zu Bestsellern wurden und es bis heute geblieben sind, ist ganz wesentlich den detaillierten und naturgetreuen Farbtafeln Richters zu verdanken.
Paul Richter starb in seinem 98. Lebensjahr am 28. September 1972.

## Buchillustrationen
- Herbert Weymar: Buch der Gräser und Binsengewächse. Entwicklungsgeschichte und Bestimmung, Standort und Verwendung der in Deutschland wildwachsenden und angebauten Gräser sowie der Binsengewächse. Neumann Verlag, Radebeul und Berlin 1953 – mit mehr als 222 Abbildungen Richters
- Gottfried Amann: Bäume und Sträucher des Waldes. Taschenbildbuch der Nadeln und Blätter, Blüten, Früchte und Samen, Zweige im Winterzustand und Keimlinge der beachtenswertesten Bäume und Sträucher des mitteleuropäischen Waldes mit Textteil über deren Bau und Leben, Melsungen 1954 – mit 500 farbigen und 140 Schwarz-Weiß-Vorlagen Richters (ISBN 3-7888-0235-9)
- Eva-Maria Bursche: Wasserpflanzen. Kleine Botanik der Wassergewächse, Radebeul und Berlin 1954
- Herbert Weymar: Buch der Farne, Bärlappe und Schachtelhalme. Entwicklungsgeschichte und Bestimmung, Standort und Bedeutung der in Deutschland wildwachsenden Farnpflanzen, Radebeul und Berlin 1955 – mit 66 Abbildungen Richters
- Heinrich Eggebrecht: Unkräuter im Feldbestand. Ein Bestimmungsbuch, Radebeul 1957 – Pflanzenzeichnungen von Richter, Samenzeichnungen von Kurt Schulze
- Gottfried Amann: Kerfe des Waldes. Taschenbildbuch der beachtenswertesten Käfer, Schmetterlinge und sonstigen Kerfe des mitteleuropäischen Waldes, ihrer Entwicklungsstufen und Fraßbilder mit Textteil über Bau und Leben, Melsungen 1960 – mit 600 farbigen und 100 Schwarz-Weiß-Vorlagen Richters (ISBN 3-7888-0760-1)
- Gottfried Amann: Pilze des Waldes. Taschenbildbuch der beachtenswertesten Pilze, Flechten, Moose, Schachtelhalme, Bärlappe, Farne, Gräser, ein- und zweikeimblätterigen Kräuter des mitteleuropäischen Waldes mit Textteil über Bau und Leben, (Teilausgabe von Bodenpflanzen des Waldes), Radebeul und Berlin 1962 – mit 70 farbigen und 27 Schwarz-Weiß-Vorlagen Richters (ISBN 3-7888-0763-6)
- Waldtraut Schubert: Alpenblumen, Melsungen, Basel und Wien 1969 – Originale der Farbtafeln von Richter
- Waldtraut Schubert: Wiesenblumen, Melsungen, Basel und Wien 1969 – Farbtafeln von Richter
- Gottfried Amann: Bodenpflanzen des Waldes. Taschenbildbuch der beachtenswertesten Pilze, Flechten, Moose, Farnpflanzen, Gräser und Kräuter des mitteleuropäischen Waldes. Mit Textteil über deren Bau und Leben, Melsungen 1970 – mit 630 farbigen und 150 Schwarz-Weiß-Vorlagen für den Bilderteil von Richter (ISBN 3-7888-0761-X)
- Gottfried Amann: Vögel des Waldes. Taschenbildbuch der beachtenswertesten Vögel des mitteleuropäischen Waldes, ihrer Eier, Nester und Federn. Mit Textteil über Bau und Leben, Melsungen 1976 – mit 557 farbigen und 50 Schwarz-Weiß-Vorlagen für den Bilderteil von Paul Richter und Rolf Witschel (ISBN 3-7888-0499-8)

| Personendaten    | Personendaten                            |
| ---------------- | ---------------------------------------- |
| NAME             | Richter, Paul                            |
| KURZBESCHREIBUNG | deutscher Kunstmaler und Buchillustrator |
| GEBURTSDATUM     | 1874                                     |
| STERBEDATUM      | 28. September 1972                       |